# スタートライン (海援隊の曲)
「スタートライン」は、日本のフォークバンド・海援隊のメジャー20作目（通算25作目）のシングル。

## 概要
- 前作「あんたが大将'92」から約3年8か月ぶりにして、アルバム『涙、自ら拭い去る時』からの先行シングル。再結成後としては初の新録作品である[注 1]。
- 今作からメンバーもプロデュースに共同で参加するようになった。
- 表題曲はメンバーの武田鉄矢主演のテレビドラマ『3年B組金八先生』の第4シリーズ主題歌に起用された。同作のタイアップを手掛けるのは「人として」以来8作ぶり、通算3作目となった。
- カップリング曲はメンバーの武田主演の映画『プロゴルファー織部金次郎3 飛べバーディー』の主題歌に起用された。
- オリコンチャート最高位28位を獲得。「恋不思議」以来7作ぶりに圏内入りを果たした。

## 収録曲
1. スタートライン
作詞：武田鉄矢
作曲：千葉和臣
編曲：若草恵
2. 帰ろう
作詞：武田鉄矢
作曲：千葉和臣
編曲：林有三
3. スタートライン (オリジナル・カラオケ)
作曲：千葉和臣
編曲：若草恵
表題曲のオリジナル・カラオケバージョン。
4. 帰ろう (オリジナル・カラオケ)
作曲：千葉和臣
編曲：林有三
カップリング曲のオリジナル・カラオケバージョン。

## タイアップ
- TBS系列木曜ドラマ『3年B組金八先生』第4シリーズ主題歌 (#1)
- 東映アストロフィルム配給映画『プロゴルファー織部金次郎3 飛べバーディー』主題歌 (#2)

## 収録アルバム
- 涙、自ら拭い去る時 (#1,2)
- 祝、卒業 (#1)
- 光陰矢のごとし-3年B組金八先生主題歌集- (#1)
- 3年B組金八先生主題歌集 (#1,3)
- エッセンシャル・ベスト 1200 海援隊 (#1)